# Dishonored 2
Dishonored 2 is een action-adventure-spel ontwikkeld door Arkane Studios. Het spel werd uitgegeven door Bethesda Softworks en kwam op 11 november 2016 uit voor PlayStation 4, Windows en Xbox One.
Het spel werd voor het eerst aangekondigd met een trailer, tijdens de presentatie van Bethesda Softworks op de E3 2015, één dag nadat er informatie lekte dat het spel zou verschijnen op de presentatie.

## Gameplay
De speler kan kiezen om te spelen als Corvo Attano of Emily Kaldwin, respectievelijk de protagonist en de prinses uit Dishonored. Tijdens het spel kunnen spelers ervoor kiezen om tersluiks ofwel agressief te werk te gaan, daarnaast kan het spel worden uitgespeeld zonder iemand te vermoorden.